# Franz Fredrik Wathén
Franz Fredrik Wathén (30. března 1878 Helsinky – 21. října 1914 Helsinky) byl finský rychlobruslař.
Finských šampionátů se účastnil od roku 1898, na mezinárodních závodech debutoval v roce 1900, kdy startoval na Mistrovství Evropy. Největšího úspěchu dosáhl na Mistrovství světa 1901, kde získal titul světového šampiona. V následujících letech se pravidelně účastnil evropských i světových šampionátů, je také šestinásobným finským mistrem. Poslední závody absolvoval v roce 1910.